# Indiana Jones e il tempio maledetto
Indiana Jones e il tempio maledetto (Indiana Jones and the Temple of Doom) è un film del 1984 diretto da Steven Spielberg. 
È il secondo capitolo del franchise di Indiana Jones, si tratta di un prequel del film I predatori dell'arca perduta (1981), con Harrison Ford che riprende il ruolo del protagonista. Dopo l'arrivo in India, gli abitanti disperati di un villaggio chiedono a Indiana Jones di trovare una pietra mistica e salvare i loro figli da un culto Thuggee che pratica la schiavitù infantile, la magia nera e i rituali di sacrificio umano in onore della dea Kali. 
Non volendo presentare nuovamente i nazisti come cattivi, George Lucas, produttore esecutivo e co-sceneggiatore, ha deciso di considerare questo film come un prequel.
Il film è stato distribuito negli Stati Uniti il 23 maggio 1984 e in Italia il 27 settembre 1984. Ebbe un notevole successo finanziario, incassando 331 milioni di dollari in tutto il mondo, ma ricevette recensioni contrastanti, che ne criticarono gli elementi macabri, la forte violenza e la performance di Capshaw nei panni di Willie Scott; tuttavia, l'opinione della critica è migliorata col tempo, citando l'intensità e l'immaginazione del film. In risposta alle sequenze più violente del film, e con simili lamentele su Gremlins (1984), Spielberg ha suggerito alla MPAA di modificare il suo sistema di classificazione, cosa che ha fatto entro due mesi dall'uscita del film, creando una nuova classificazione PG-13. Il film ha vinto il Premio Oscar ai migliori effetti speciali.

## Trama
Nel 1935 Indiana Jones sopravvive a un tentativo di omicidio per avvelenamento da parte di Lao Che, un boss del crimine e uomo d'affari di Shanghai che lo ha assunto per recuperare i resti dell'imperatore Nurhaci. Con il suo giovane aiutante cinese orfano, Short "Shorty" Round, e una cantante di nightclub, Willie Scott, Indy fugge da Shanghai su un aereo cargo, ignaro che l'aereo è di proprietà di Lao Che. Mentre i tre dormono, i piloti scaricano il carburante e scappano con i paracadute, lasciando che l'aereo si schianti sull'Himalaya. I tre riescono a sopravvivere saltando fuori dall'aereo su un canotto gonfiabile.
Vengono accolti dagli abitanti di un villaggio indiano ridotto in miseria, che chiedono il loro aiuto per recuperare la pietra sacra (shivalinga) rubata dal loro santuario, insieme ai loro figli scomparsi, dalle forze del male nel vicino Palazzo di Pankot. Gli abitanti avevano pregato il dio Siva di ricevere aiuto, e quando vedono Jones lo credono il loro salvatore. Indy accetta di farlo, ipotizzando che la pietra rubata sia una delle cinque pietre di Sankara date dagli dei per aiutare l'umanità a combattere il male.
Deviando sulla strada per Delhi, Indy, Willy e Shorty ricevono un caloroso benvenuto al Palazzo di Pankot e possono rimanere per la notte come ospiti, partecipando a un sontuoso, ma rivoltante, banchetto offerto dal giovane maharajah. I suoi funzionari respingono la teoria di Indy secondo cui il culto della setta Thuggee è responsabile della sorte del povero villaggio. Nella notte, Indy viene attaccato nella sua stanza da un assassino. Dopo averlo ucciso, scopre una galleria segreta nella camera da letto di Willie e si propone di esplorarla, superando una serie di trabocchetti. Alla fine Indy, Willie e Shorty trovano il Tempio del Male, dove assistono a un sacrificio umano fatto in nome della dea Kālī.
I tre scoprono che i Thug ora possiedono tre pietre di Sankara e hanno ridotto in schiavitù i bambini per cercare le ultime due, nascoste nelle catacombe del palazzo. Mentre Indy cerca di recuperare le pietre, lui, Willie e Shorty vengono catturati. Il sommo sacerdote Thuggee Mola Ram costringe Indy a bere il sangue di Kali, che lo mette in uno stato di trance in cui serve irragionevolmente il culto. Willie sta per essere sacrificata, ma Shorty fugge dalle miniere e torna al tempio, dove prima libera Indy e il maharajah dagli effetti della pozione bruciandoli con una torcia. Dopo aver recuperato le pietre, salvato Willie e liberato i bambini, Indy combatte contro un enorme sorvegliante, che viene trascinato in un frantoio, morendo schiacciato.
I tre scappano attraverso i binari della miniera e riescono a malapena a sfuggire al tentativo di Mola Ram di ucciderli causando un'inondazione. Poi giungono su di un pericolante ponte sospeso sopra un fiume infestato dai coccodrilli, dove vengono circondati dai Thug. Indy taglia il ponte, facendo cadere molti Thug mentre lui, Shorty, Willie e Mola Ram si aggrappano. Mentre lotta con Mola Ram, Indy invoca il nome di Siva, facendo bruciare le pietre attraverso la sua borsa. Due pietre cadono e Mola Ram cerca di prendere la terza, ma si brucia la mano e cade venendo divorato dai coccodrilli, mentre Indy la afferra in sicurezza. Grazie all'intervento del capitano Blumburt e dell'esercito inviati dal maharajah, Jones, Willie e Shorty vengono salvati e i Thug sopravvissuti vengono messi alle strette e arrestati da altri soldati. I tre protagonisti restituiscono la pietra sacra e i bambini agli abitanti del villaggio.

## Produzione

### Pre-produzione

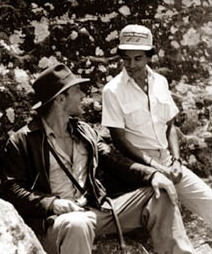
Harrison Ford (a sinistra) durante una pausa sul set della pellicola.

Fin dalle prime discussioni riguardo a Indiana Jones, George Lucas espresse l'intenzione di produrre una trilogia e richiese da parte di Steven Spielberg l'impegno a dirigere tre film. Il primo episodio della saga, I predatori dell'arca perduta (1981), era uscito nelle sale cinematografiche solo da un paio di settimane quando si cominciò a progettarne il sequel, che poi di fatto si rivelò essere un prequel, essendo ambientato un anno prima del precedente film.
Non esisteva un soggetto già pronto, ma c'erano diverse sequenze ideate per I predatori e non utilizzate per sovrabbondanza di materiale, da poter recuperare, in particolare quelle del rafting sul fiume e dell'inseguimento in miniera. Lucas pensò che per differenziarsi dal primo film, questo dovesse avere un tono più cupo, riproponendo in maniera analoga il rapporto fra Guerre stellari e il successivo L'Impero colpisce ancora, e scelse quindi come tema il sanguinario culto della dea Kali da parte della setta dei Thug. Ma, per sua stessa ammissione, fu probabilmente influenzato dall'essere in un periodo negativo dal punto di vista personale, impegnato nel proprio divorzio, e il risultato finale fu più dark delle intenzioni, per quanto questo non si fosse evidenziato durante le riprese.
Per la stesura della sceneggiatura coinvolse Willard Huyck e Gloria Katz, che avevano già scritto per lui American Graffiti e che erano appassionati e conoscitori dell'India. A controbilanciare la cupezza complessiva, ci si poté permettere di iniziare il film con una sequenza d'apertura musical, un'idea di Lucas in omaggio a un vecchio desiderio di Spielberg, e di giocare con un generale goofy humour, un umorismo piuttosto grossolano, rappresentato dalla scena del banchetto, per il quale vennero immaginate le peggiori pietanze possibili, da quella dei cunicoli pieni di insetti e da quella della stanza con il pavimento e il soffitto ricoperti di spuntoni, quest'ultima la preferita dell'intero film per il regista.

### Riprese
Il film fu girato dal 18 aprile all'8 settembre 1983, per gli interni agli Elstree Studios, in Gran Bretagna, come già il precedente I predatori dell'Arca perduta, e per gli esterni in Sri Lanka, nei pressi della città di Kandy, dov'erano già state girate delle sequenze di Il ponte sul fiume Kwai (1957) di David Lean, con particolare soddisfazione di Spielberg. La scelta fu fortunata anche perché per l'impegnativa realizzazione del ponte sospeso fu possibile utilizzare i molti tecnici e ingegneri già presenti in zona per la costruzione di una grande diga.
L'intenzione originaria di girare in India (e di utilizzare Forte Amber di Jaipur per ricreare Pankot) fu abbandonata in seguito ai frustranti tentativi per ottenere la necessaria approvazione del copione da parte del governo indiano, particolarmente suscettibile verso qualsiasi critica alla propria nazione.
Come accade anche negli altri tre film della saga, nei titoli di testa il logo della Paramount Pictures (una montagna) si trasforma in una scena reale, in questo caso il motivo scolpito su un gong di bronzo; nella prima e terza pellicola diventava invece una vera montagna, mentre nel quarto capitolo diventa una montagnola di terra eretta da un cane della prateria.
Come Indiana Jones, due personaggi portano il nome di un cane realmente esistito. Short Round (Jonathan Ke Quan) infatti porta il nome del cane dello sceneggiatore Willard Huyck, mentre Willie Scott (Kate Capshaw) porta il nome del cane dello stesso Steven Spielberg.

### Cast
Harrison Ford, in forma perfetta per affrontare un ruolo che richiedeva apparisse a torso nudo per un'ampia parte del film, malgrado l'ampio utilizzo di controfigure subì un infortunio fisico (com'era già accaduto durante le riprese del primo film della saga, quando si ruppe i legamenti crociati della gamba sinistra), un'ernia del disco causata dal combattimento corpo a corpo nella camera da letto del palazzo di Pankot. Grazie a un intervento ben riuscito, malgrado una procedura medica controversa, e a un rapido recupero, la lavorazione del film non ne fu danneggiata.
Dopo l'idea iniziale di riproporre il personaggio di Marion, si decise di presentare un personaggio femminile diverso per ogni episodio della trilogia. Spielberg scelse per interpretare il ruolo della cantante Willie Scott la quasi esordiente Kate Capshaw, che gli sembrava avere l'energia giusta per il personaggio. In effetti, pur non amando molto questo film rispetto agli altri capitoli della saga, Spielberg lo considera degno di essere stato realizzato anche solo per avergli permesso di conoscere la Capshaw, che nel 1991 divenne sua moglie.
In piccoli camei appaiono George Lucas (nel ruolo di un missionario), Dan Aykroyd (in quello dell'imbarcatore all'aeroporto), e Steven Spielberg (in quello di un turista all'aeroporto).

## Distribuzione
Esce nelle sale cinematografiche statunitensi il 23 maggio 1984 in 1 687 copie, mentre in Italia per il 27 settembre dello stesso anno.

### Edizione italiana
L'edizione italiana del film è stata curata dalla società United International Pictures con l'adattamento dei dialoghi da parte di Alberto Piferi ed Elettra Caporello. Il doppiaggio, invece, è stato eseguito presso la International Recording con la partecipazione del Gruppo Trenta sotto la direzione di Renato Izzo.
Indiana Jones e il tempio maledetto è l'unico film della saga in cui il protagonista non è doppiato da Michele Gammino ma da Gino La Monica.

## Accoglienza

### Incassi
È stato il terzo incasso stagionale negli Stati Uniti con 179 870 271 dollari, dietro a Beverly Hills Cop - Un piedipiatti a Beverly Hills e Ghostbusters - Acchiappafantasmi, senza riuscire a superare la soglia dei duecento milioni di dollari come il più fortunato I predatori dell'arca perduta. A livello mondiale, ha incassato complessivamente 333 107 271 dollari, divenendo l'episodio della saga che, globalmente, ha raccolto meno al botteghino.

### Critica
Il film ha ricevuto recensioni contrastanti alla sua uscita a causa del tono molto più cupo rispetto al suo predecessore, ma nel corso degli anni l'accoglienza del film è passata a un tono più positivo.
In risposta alle sequenze più violente del film e con lamentele simili su Gremlins, Spielberg ha suggerito che la Motion Picture Association of America (MPAA) alterasse il suo sistema di classificazione, cosa che ha fatto entro due mesi dall'uscita del film, creando una nuova classificazione PG-13 (vietato ai minori di 13 anni non accompagnati). È il film di Indiana Jones meno amato da Spielberg.
Su Rotten Tomatoes il film ha una percentuale di gradimento del 77%, con un voto medio di 7,4/10 basato su 138 recensioni. Il consenso critico del sito web recita "Potrebbe essere troppo oscuro per alcuni, ma Indiana Jones e il tempio maledetto rimane uno spettacolo di avventura geniale che mette in mostra una delle migliori squadre di registi di Hollywood in forma vintage". Su Metacritic il film ha una valutazione di 57 su 100, basato su recensioni di 14 critici, che indicano "recensioni contrastanti o medie".
Roger Ebert ha assegnato al film una valutazione a quattro stelle, definendolo "il film d'avventura più allegramente eccitante, bizzarro, sciocco e romantico dai tempi di I predatori, ed è un vero e proprio elogio dire che non è tanto un sequel quanto un pari. È piuttosto un'esperienza." Colin Covert di Star Tribune ha definito il film "più sciocco, oscuramente violento e un po' stupido, ma comunque molto divertente." Pauline Kael, scrivendo su The New Yorker, ha affermato che "nessuno ha mai fuso emozioni e risate nel modo in cui Spielberg fa qui" e ha affermato che il film era "la commedia fisica più piacevole che abbia mai visto negli ultimi anni." Dave Kehr ha dichiarato: "Il film non tradisce alcun impulso umano superiore a quello di un bambino di dieci anni che cerca di disgustare la sua sorellina facendole penzolare un verme morto in faccia". Ralph Novak di People si è lamentato: "Le pubblicità che dicono 'questo film potrebbe essere troppo intenso per i bambini più piccoli' sono fraudolente. Nessun genitore dovrebbe permettere a un bambino di vedere questo film traumatizzante; sarebbe una forma cinematografica di abuso sui minori. Anche Harrison Ford è obbligato a schiaffeggiare Quan e ad abusare di Capshaw. Non ci sono eroi collegati al film, solo due cattivi: i loro nomi sono Steven Spielberg e George Lucas". The Observer lo descrisse come "un affare sottile, arcigno e sgraziato". The Guardian l'ha riassunto come "una serie di due ore di sequenze di inseguimenti non troppo accuratamente collegate... sedersi sul bordo del tuo sedile ti dà il sedere dolorante ma anche un cervello intorpidito". Leonard Maltin ha dato al film solo 2 stelle su 4, dicendo che il film "fa soffrire di mal di testa" e "non ci dà mai la possibilità di respirare", e rimproverando le "gag disgustose".
Colin Greenland ha affermato che "I predatori hanno avuto l'arguzia e la leggerezza del tatto per non prendersi troppo sul serio. Il tempio maledetto inizia bene, ma si perde prontamente in una clamorosa presunzione. Non mi importa se supera I predatori. Mi ha disgustato." Kate Capshaw ha definito il suo personaggio "non molto più di una stupida bionda urlante". Steven Spielberg disse nel 1989 "Non ero affatto contento di Il tempio maledetto. Era troppo oscuro, troppo sotterraneo e troppo horror". Di positivo, ha citato l'incontro con la sua futura moglie. Lucas, che aveva divorziato da Marcia Lucas, ha attribuito l'oscurità del film ai suoi problemi di relazione, ma riguardo al film ha detto: "Adoro il film, ha solo un tono leggermente più cupo e non è divertente come il primo".
Nel 2014, Time Out ha intervistato diversi critici cinematografici, registi, attori e stuntman per elencare i loro migliori film d'azione. Indiana Jones e il tempio maledetto compare al 71º posto in questa lista.

## Riconoscimenti
- 1985 - Premio Oscar
  - Migliori effetti speciali a Dennis Muren, Michael McAlister, Lorne Peterson e George Gibbs
  - Candidatura come Migliore colonna sonora a John Williams
- 1985 - Premio BAFTA
  - Candidatura come Migliore fotografia a Douglas Slocombe
  - Candidatura come Miglior montaggio a Michael Kahn
  - Candidatura come Miglior sonoro a Ben Burtt, Simon Kaye e Laurel Ladevich
- 1985 - Saturn Award
  - Candidatura come Miglior film fantasy a Steven Spielberg
  - Candidatura come Miglior regia a Steven Spielberg
  - Candidatura come Miglior attore a Harrison Ford
  - Candidatura come Miglior attore emergente a Jonathan Ke Quan
  - Candidatura come Migliore sceneggiatura a Willard Huyck e Gloria Katz
  - Candidatura come Miglior trucco a Tom Smith
  - Candidatura come Migliori costumi a Anthony Powell
- 1985 - Japan Academy Award
  - Candidatura come Miglior film in lingua straniera a Steven Spielberg
- 2004 - Satellite Award
  - Candidatura come Miglior DVD
  - Candidatura come Migliori contenuti extra del DVD

## Altri media
Dal film venne tratto nel 1985 il videogioco arcade Indiana Jones and the Temple of Doom, convertito anche per numerose piattaforme domestiche.
Del film è stata realizzata nel 1990 una parodia Disney dal titolo Paperinik e il tempio indiano, analogamente alla storia Paperinik e l'arca dimenticata che era ispirata al primo film della serie, I predatori dell'arca perduta.